# Adolf Brázda
Adolf Brázda (16. listopadu 1853, Budkov – 27. ledna 1919, Plasy) byl český divadelní ředitel, herec a dramatik.

## Biografie
Adolf Brázda se narodil v roce 1853 v Budkově, jeho otcem byl venkovský kupec, vystudoval reálku v Jihlavě a v sedmnácti letech odešel k divadlu. Působil jako artistický správce Pokorného divadelní společnosti. Posléze prošel dalšími divadelními společnostmi, např. Václava Pázdrala, Josef Muška, Josefa Faltyse a Františka Pokorného. V letech 1884–86 působil jako artistický správce divadelní společnosti Terezie Knížkové a od roku 1886 působil jako ředitel divadelní společnosti vlastní, koncesi získal po T. Knížkové. Až do roku 1919 jeho společnost hrála v městech jižních, středních a východních Čech. V sezoně 1910/11 byl připomínán jako koncesionář divadla Deklarace v Praze a jako spolupracovník Marie Zieglerové. Po jeho smrti pak jeho divadelní společnost převzala jeho manželka Anežka Brázdová, ta ji vedla až do své smrti v roce 1935, posléze pak společnost vedla jejich dcera Otýlie Brázdová, ta ji vedla do zákazu divadel v roce 1944.